# Heinz-Wolfgang Schnaufer
Heinz-Wolfgang Schnaufer (16 de febrero de 1922 - 15 de julio de 1950) fue un piloto de caza nocturno alemán de la Luftwaffe y el as de caza nocturno con mayor puntuación en la historia de la guerra aérea. Todas las 121 victorias de Schnaufer fueron reclamadas durante la Segunda Guerra Mundial, principalmente contra bombarderos británicos de cuatro motores, por lo que recibió la Cruz de Caballero de la Cruz de Hierro con Hojas de Roble, Espadas y Diamantes, la condecoración militar más alta de Alemania. en ese momento, el 16 de octubre de 1942. Fue apodado por los pilotos británicos Espectro de St. Trond, por la ubicación de la base de su unidad en la Bélgica ocupada.
Nacido en Calw, Schnaufer creció en la República de Weimar y la Alemania nazi. Como piloto de planeador en la escuela. Comenzó el servicio militar en la Wehrmacht al unirse a la Luftwaffe en 1939. Después de entrenarse en varias escuelas de pilotos y de pilotos de combate, fue destinado a Nachtjagdgeschwader 1 (NJG 1, «1.er Escuadrón de Cazadores Nocturnos»), operando en el frente occidental, en noviembre de 1941. Realizó sus primeras incursiones de combate en apoyo de la Operación Cerberus, la fuga de los barcos alemanes Scharnhorst, Gneisenau y Prinz Eugen de Brest. Schnaufer participó en la campaña de Defensa del Reich desde 1942 en adelante, en la que lograría la mayor parte de su éxito. Reclamó su primera victoria aérea en la noche del 1/2 de junio de 1942. A medida que avanzaba la guerra, acumuló más victorias y más tarde se convirtió en líder de escuadrón y comandante de grupo. Fue galardonado con la Cruz de Caballero de la Cruz de Hierro el 31 de diciembre de 1943 por alcanzar 42 victorias aéreas.
Schnaufer logró su victoria aérea número 100 el 9 de octubre de 1944 y recibió los Diamantes a su Cruz de Caballero de la Cruz de Hierro con Hojas de Roble y Espadas el 16 de octubre. Fue nombrado Geschwaderkommodore (comandante de ala) de Nachtjagdgeschwader 4 (NJG 4) el 4 de noviembre. Al final de las hostilidades, la tripulación del caza nocturno de Schnaufer tenía la distinción única de que cada miembro (operador de radio y artillero) estaba condecorado con la Cruz de Caballero de la Cruz de Hierro. Schnaufer fue hecho prisionero de guerra por las fuerzas británicas en mayo de 1945. Después de su liberación un año después, regresó a su ciudad natal y se hizo cargo del negocio familiar de vinos. Sufrió heridas graves en un accidente de tráfico el 13 de julio de 1950 durante una visita de compras de vino a Francia, y murió en un Hospital de Burdeos dos días después.

## Biografía
Heinz-Wolfgang Schnaufer nació en la pequeña ciudad de Calw en Wurtemberg en 1922, en el seno de una familia próspera dedicada al negocio vitivinícola.  
Su primer contacto con la aviación fue en una escuela de planeadores perteneciente a un internado perteneciente a una red de escuelas para la educación de líderes nazis denominada NPEA, que captaba a jóvenes con dotes sobresalientes y cuya experiencia lograda fue valiosa en el futuro, lo que le ayudó a ser aceptado en la Luftwaffe.
Ingresó en 1939 a la Luftwaffe, siendo asignado a la escuela de combate nocturno de Flieger-Ausbildungs en Guben, en la Nachtjagdschule (Escuela de Cazadores Nocturnos) N.º 1 donde, ostentando galones de teniente, se graduó en 1941, siendo asignado al grupo especial Nachtjagdschule NG1, cuyo material consistía en un escuadrón de Me 110 de combate nocturno equipados con radar.  
Su bautismo de fuego fue durante la Operación Cerberus en 1942 como escolta nocturno. En junio de ese año derribó su primer avión sobre Lovaina, Bélgica, un bombardero Handley Page Halifax; no obstante, fue herido en una pierna al intentar atacar un segundo bombardero. Logró aterrizar a pesar de sus heridas.
El año 1942 finalizó para Schnaufer con siete derribos, convirtiéndose en un as.
Schnaufer se especializó en atacar bombarderos nocturnos enviados camino a Alemania según la política de las «misiones de mil bombarderos» de Sir Arthur Harris, derribando bombarderos pesados tales como los Stirling, Avro 683 Lancaster, Halifax y Wellington. Su área de operaciones era Bélgica y Holanda, corredor obligado de los bombarderos británicos que operaban desde la base de Saint Trond; por este motivo los aliados lo llamaron el Fantasma de Trond.
En 1943, incrementó rápidamente su cuenta a cuarenta y dos derribos acreditados, todos usando un mismo avión triplaza Messerschmitt Bf 110, siendo ascendido a coronel y galardonado con la Cruz de Hierro de Primera Clase: Al finalizar el año fue promovido a comandante de escuadrón. 
En 1944, su cuenta se incrementó a ciento seis derribos y ascendió a mayor coronel, siendo la noche del 24 al 25 de mayo su mejor récord con cinco aviones derribados. Fue condecorado por el mismo Hitler con la Cruz de Caballero de la Cruz de Hierro. Utilizó también el avión Me 410 Hornisse, versión nocturna. Su tripulación, compuesta por el radio-operador de radar, Fritz Rumpelhardt y el observador-ametrallador Wilhelm Gansler, también fue galardonada. En febrero de 1945, teniendo como base Dusseldorf y Dortmund, incrementó su estadística a ciento veintiún derribos, de los cuales ciento catorce eran bombarderos pesados. La noche del 21 de febrero fue su pico máximo cuando derribó nueve bombarderos británicos, uno tras otro.

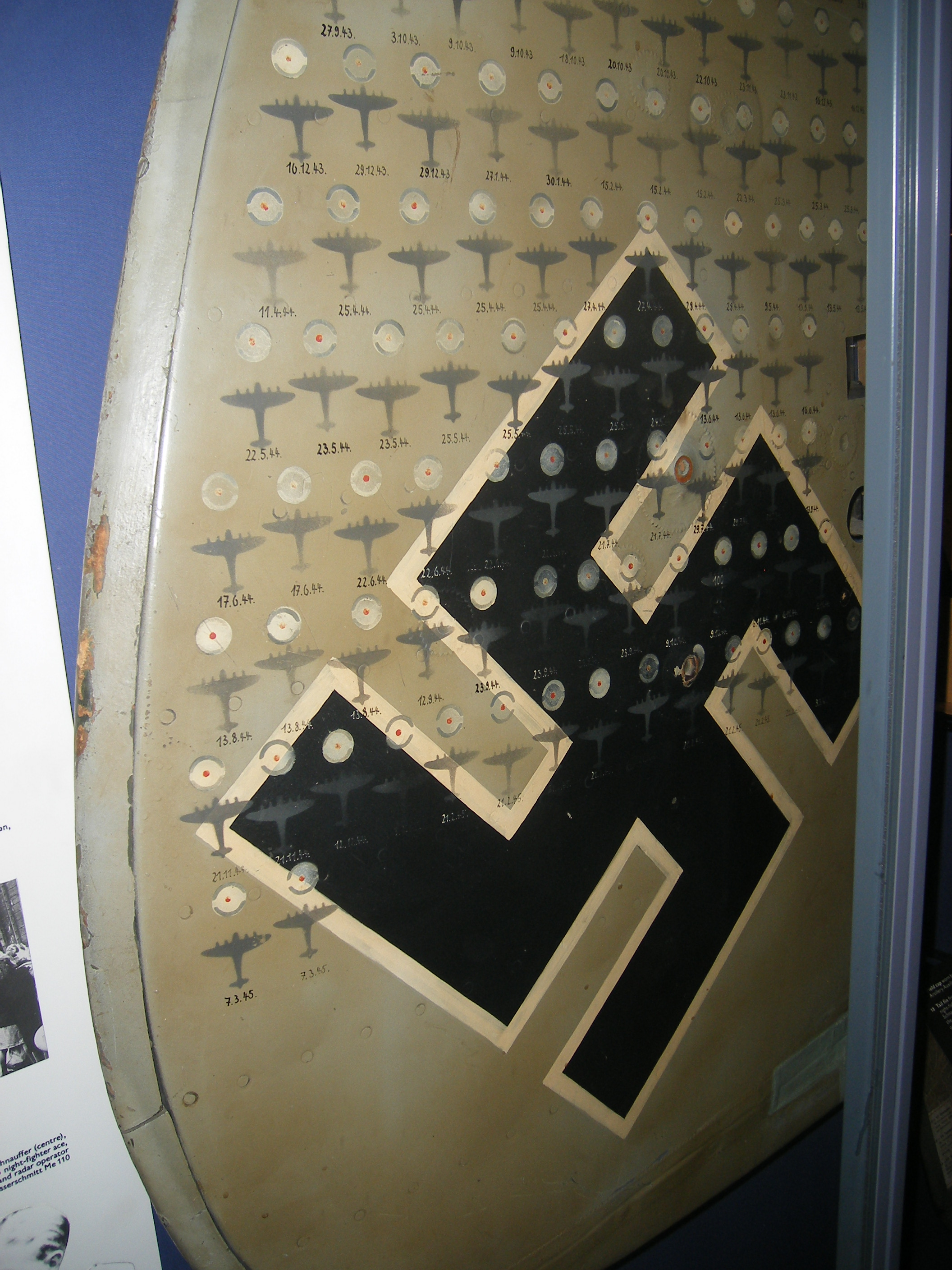
Cola del Bf 110G-4 que exhibe las 121 victorias de Heinz Wolfang Schnaufer.

Su hoja de servicios anotó ciento sesenta y cuatro misiones y ciento veintiún créditos de combate, siendo condecorado con los Diamantes para su Cruz de Caballero de la Cruz de Hierro. Después de un período probando el Dornier Do 335 para su idoneidad como caza nocturno Schnaufer, fue hecho prisionero durante el avance de las fuerzas británicas en mayo de 1945. Fue interrogado con gran interés por la RAF antes de ser liberado. La cola de su Bf-110, con sus ciento veintiún créditos de combate, se exhibe en el Imperial War Museum de Londres. Intentó trabajar como piloto civil, pero optó por administrar la próspera empresa de vinos que había dejado su padre, Alfred Schnaufer, al fallecer en 1940.
Falleció el 15 de julio de 1950, a los 28 años, en un accidente de tráfico entre Burdeos y Biarritz, Francia, al colisionar su coche con un camión que estaba cargado con cilindros de gas licuado y que no respetó su derecho a paso, derribando su carga sobre el automóvil de Schnaufer y golpeando uno de estos cilindros su cráneo.

## Condecoraciones y atributos militares
- Eisernes Kreuz II. Klasse (1939) – Cruz de Hierro de 2.ª Clase de 1939 (Alemania).
- Eisernes Kreuz I. Klasse (1939) – Cruz de Hierro de 1.ª Clase de 1939 (Alemania).
- Deutsches Kreuz in Gold – Cruz alemana en oro (Alemania)
- Verwundetenabzeichen in Schwarz  1939 – Insignia de herida en negro de 1939 (Alemania)
- Namentliche Nennung im Wehrmachtbericht – Mención de su nombre en el Informe de la Wehrmacht (Alemania).
- Luftwaffe Ehrenpokale für besondere Leistungen im Luftkrieg – Trofeo de Honor de la Luftwaffe por logros especiales en la guerra aérea (Alemania).
- Gemeinsames Flugzeugfuhrer-Beobachter Abzeichen mit Brillianten – Insignia de Observador-Piloto con diamantes (Alemania).
- Frontflugspange für Nacht-Jager – Broche de vuelo en el Frente de Cazas Nocturnos
- Ritterkreuz des Eisernen Kreuzes – Cruz de Caballeros de la Cruz de Hierro (Alemania).
- Eichenlaub für das Ritterkreuz des Eisernen Kreuzes – Hojas de Roble para la Cruz de Caballeros de la Cruz de Hierro (Alemania).
- Schwerten für das Ritterkreuz des Eisernen Kreuzes – Espadas para la Cruz de Caballeros de la Cruz de Hierro (Alemania).
- Eichenlaub mit Rauten für das Ritterkreuz des Eisernen Kreuzes – Hojas de Roble con Diamantes para la Cruz de Caballeros de la Cruz de Hierro (Alemania).